# Міровиці (Куявсько-Поморське воєводство)
Міровиці (пол. Mirowice) — село в Польщі, у гміні Прущ Свецького повіту Куявсько-Поморського воєводства.
Населення — 191 особа (2011).
У 1975-1998 роках село належало до Бидгощського воєводства.

## Демографія
Демографічна структура станом на 31 березня 2011 року:
|          | Загалом | Допрацездатний вік | Працездатний вік | Постпрацездатний вік |
| -------- | ------- | ------------------ | ---------------- | -------------------- |
| Чоловіки | 93      | 18                 | 67               | 8                    |
| Жінки    | 98      | 21                 | 61               | 16                   |
| Разом    | 191     | 39                 | 128              | 24                   |